# Ninja Baseball Bat Man
Ninja Baseball Bat Man est un beat them all développé par Irem, sorti sur arcade en 1993.

## Système de jeu
Le joueur dirige un personnage parmi les quatre disponibles, et parcourt les niveaux composant le jeu en combattant des ennemis arrivants en groupe.
Il est possible de jouer à deux joueurs simultanément.

## Personnages
Quatre personnages sont disponibles :
- Jose (équilibré)
- Ryno (vitesse)
- Roger (force)
- Straw (allonge)